# Namibie aux Jeux olympiques
La Namibie participe aux Jeux olympiques depuis 1992 et a envoyé des athlètes à chaque édition depuis cette date. Le pays n'a jamais participé aux Jeux d'hiver. 
Le pays a remporté au total 5 médailles d'argent aux Jeux olympiques. Ces médailles ont toutes été décrochées en athlétisme par Frankie Fredericks (4 médailles) en 1992 et 1996 et Christine Mboma en 2021.
Le Comité national olympique namibien a été créé en 1990 et a été reconnu par le Comité international olympique (CIO) l'année suivante.

## Médailles

### Liste des médaillés
| Médaille          | Nom                | Jeux           | Sport      | Compétition  |
| ----------------- | ------------------ | -------------- | ---------- | ------------ |
| Médaille d'argent | Frankie Fredericks | Barcelone 1992 | Athlétisme | 100 m hommes |
| Médaille d'argent | Frankie Fredericks | Barcelone 1992 | Athlétisme | 200 m hommes |
| Médaille d'argent | Frankie Fredericks | Atlanta 1996   | Athlétisme | 100 m hommes |
| Médaille d'argent | Frankie Fredericks | Atlanta 1996   | Athlétisme | 200 m hommes |
| Médaille d'argent | Christine Mboma    | Tokyo 2020     | Athlétisme | 200 m femmes |

### Médailles par Jeux olympiques d'été
| Année | Médaille d'or, Jeux olympiques | Médaille d'argent, Jeux olympiques | Médaille de bronze, Jeux olympiques | Total |
| 1992  | 0                              | 2                                  | 0                                   | 2     |
| 1996  | 0                              | 2                                  | 0                                   | 2     |
| 2000  | 0                              | 0                                  | 0                                   | 0     |
| 2004  | 0                              | 0                                  | 0                                   | 0     |
| 2008  | 0                              | 0                                  | 0                                   | 0     |
| 2012  | 0                              | 0                                  | 0                                   | 0     |
| 2016  | 0                              | 0                                  | 0                                   | 0     |
| 2020  | 0                              | 1                                  | 0                                   | 1     |
| Total | 0                              | 5                                  | 0                                   | 5     |